# Lotus schimperi
Lotus schimperi är en ärtväxtart som beskrevs av Pierre Edmond Boissier. Lotus schimperi ingår i släktet käringtänder, och familjen ärtväxter. IUCN kategoriserar arten globalt som livskraftig. Inga underarter finns listade i Catalogue of Life.